# 양리머스
대한민국의 퓨전재즈밴드이다.

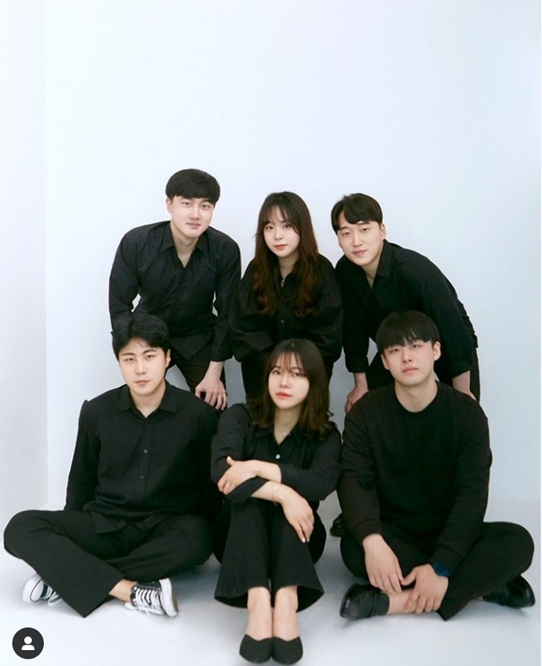
양리머스 밴드

광주 호남신학대 출신의 뮤지션으로 2011년 결성된 퓨전재즈 밴드
현재는 6명의 멤버
이후 꾸준하게 광주지역의 각종 문화행사에 활동 중이다.

### 보컬 : 이영준, 전우정

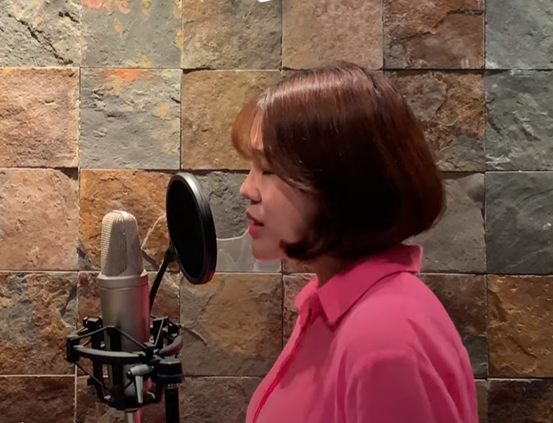
양리머스 밴드의 보컬 전우정

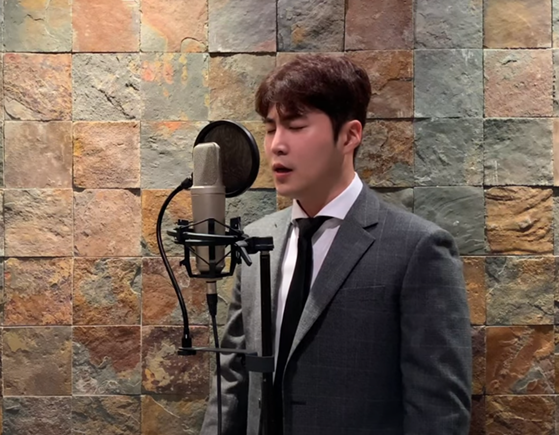
양리머스 밴드의 보컬 이영준

### 키보드/피아노 : 정은비

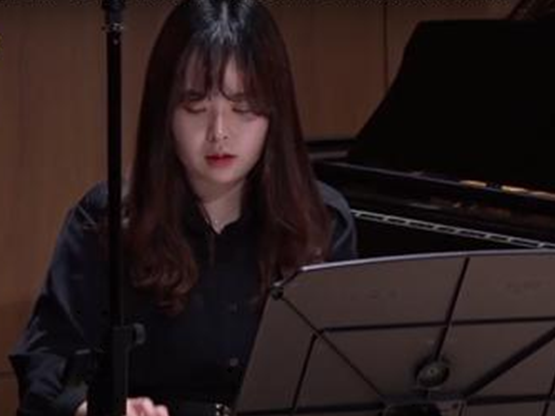
양리머스 밴드 키보드&피아노 정은비-2020년 10월 28일 [문화가 있는 날 열린소극장] 스무thㅡ한 재즈에 퐁당 빠져봐요! 양리머스 ㅣ U know Smooth Jazz 공연 사진-피아노 정은비

### 기타(리더) : 이인

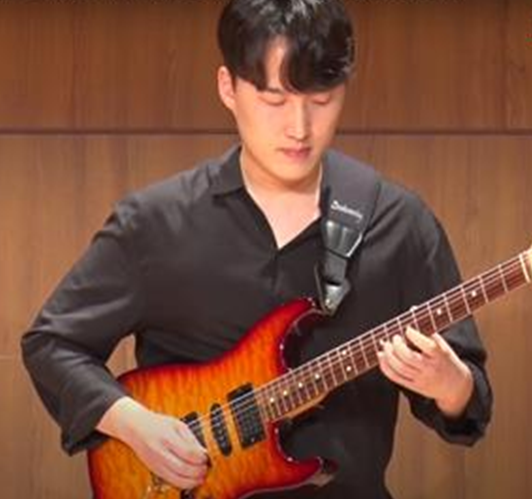
2020년 10월 28일 [문화가 있는 날 열린소극장] 스무thㅡ한 재즈에 퐁당 빠져봐요! 양리머스 ㅣ U know Smooth Jazz 공연 사진-기타리스트 이인

### 드럼 : 임예준

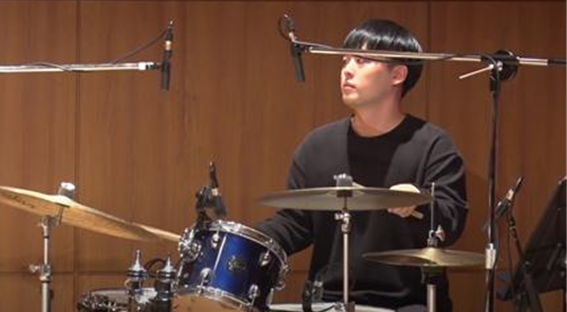
2020년 10월 28일 [문화가 있는 날 열린소극장] 스무thㅡ한 재즈에 퐁당 빠져봐요! 양리머스 ㅣ U know Smooth Jazz 공연 사진-드러머 임예준

### 베이스 : 김하성

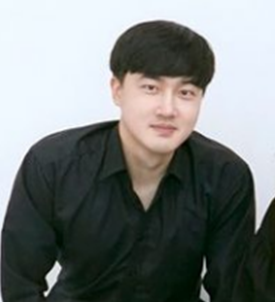
양리머스 밴드 베이시스트-김하성

## 2. 앨범

### 정규1집 " Y " (2016.11.24)
1) Y
2) Flick
3) Lonesome
4) Caffe Latte
5) Outlet
6) Trost

### Ep 1집 " Midnight " (2018.01.03)
1) Midnight
2) FC Yanglimers
3) Silly
4) Double 'O' blues

### Ep 2집 " The Soundpark " (2018.12.12)
1) The Soundpark
2) Drawing
3) You First
4) 도망
5) Blue Dawn

### Ep 3집 " A Third " (2019.11.13)
1) A Third
2) No Liar
3) 내가 널 더
4) 보랏빛

### 10th anniversary album " whY" (2021.10.25) - 결성 10주년 기념앨범
1) I Hate
2) A Star At Night

## 3. SNS

양리머스 결성 10주년 기념앨범

### 유튜브 채널:https://www.youtube.com/channel/UCz2-sgJUGQleH7I-qn87UaQ
1. ↑  “우리동네 재주꾼16. 양리머스”. 2015년 7월 8일. 2021년 10월 9일에 확인함.
2. ↑  “청춘, 빛나는 무대로 나오다! 청춘마이크 광주/전남권 : 양리머스”. 《유튜브》.
3. ↑  “뉴스웨이- 광주문화재단 ‘문화가 있는날’ 기아타이거즈 홈구장에게 공연”.

## 4. 비디오 그래피
[문화가 있는 날 열린소극장] 스무thㅡ한 재즈에 퐁당 빠져봐요! 양리머스 ㅣ U know Smooth Jazz : https://www.youtube.com/watch?v=Fgqd-Q7MlfA
청춘, 빛나는 무대로 나오다! 청춘마이크 광주/전남권 : 양리머스 https://www.youtube.com/watch?v=Kk7sYD4V-Ao
청춘마이크 : 양리머스 "청춘어람" : https://www.youtube.com/watch?v=T8wNulOWLEM
[G-playlist] 양리머스 - A Third : https://www.youtube.com/watch?v=RQS-Rk7OPRU
[전남음악창작소 뮤지션 홍보 영상]양리머스 - I Hate : https://www.youtube.com/watch?v=9lOJ0ECW9kA
[전남음악창작소 뮤지션 홍보 영상]양리머스 - A Star at night : https://www.youtube.com/watch?v=Of-IW0NnOxo
[전남음악창작소 라이브 클립] '양리머스' : https://www.youtube.com/watch?v=7npvfOAvF9c